# Mekong Auto
Công ty Mekong Auto, có trụ sở chính đặt tại thành phố Hồ Chí Minh, Việt Nam, là đơn vị sản xuất và lắp ráp xe hơi thành lập vào ngày 22 tháng 6 năm 1991, có hợp tác với Fiat S.p.A,  Pyeonghwa Motors  và SsangYong.
Các cổ đông của Mekong Auto bao gồm Saeilo Machinery Japan Inc. (51%), Sae Yong International Inc. (19%), Veam (18%) và Sakyno (12%).

## Lịch sử
Chiếc xe đầu tiên được sản xuất ở nhà máy Delta Auto vào ngày 20 tháng 5 năm 1992.  Sau đó, công ty đã mở nhà máy ô tô Cổ Loa Auto ở Hà Nội vào năm 1992. Vào năm 1997, việc sản xuất bị tạm dừng do thiếu nguồn cung cấp phụ tùng. Trong cùng năm đó, Mekong Auto đã bán được khoảng 30.000 xe.
Vào năm 2009, Mekong Auto thông báo sẽ phân phối dòng xe Fiat 500 tại Việt Nam.
Vào năm 2024, công ty đã có văn bản gửi Ủy ban Nhân dân Thành phố Hồ Chí Minh, Sở Tài nguyên và Môi trường để xin tự nguyện trả lại khu đất vàng tại 120 Trần Hưng Đạo (quận 1) cho thành phố , được Tổng giám đốc (người Nhật) ký và ban hành.

## Sản phẩm

### Mekong
- Mekong Star 4WD (1992–1997) [4]

### Fiat
- Fiat Sienna (1997–2005)
- Fiat Tempra (1995–2002)
- Fiat Doblò (2000–2007)
- Fiat Albea (2002–2007)
- Fiat Grande Punto (2005–2018)
- Fiat 500 (từ 2007)
- Fiat Bravo (2007–2017)

### SsangYong
- SsangYong Korando (1997–2005)
- SsangYong Musso (1997–1999)
- SsangYong Musso Libero (1999–2005)

### Pyeonghwa Motors
- Pyeonghwa Premio DX (2004–2009)
- Pyeonghwa Premio MAX (2007-nay)
- Pyeonghwa Pronto DX (2004–2009)
- Pyeonghwa Premio DX II (2009-nay)
- Pyeonghwa Pronto GS (2009-nay)

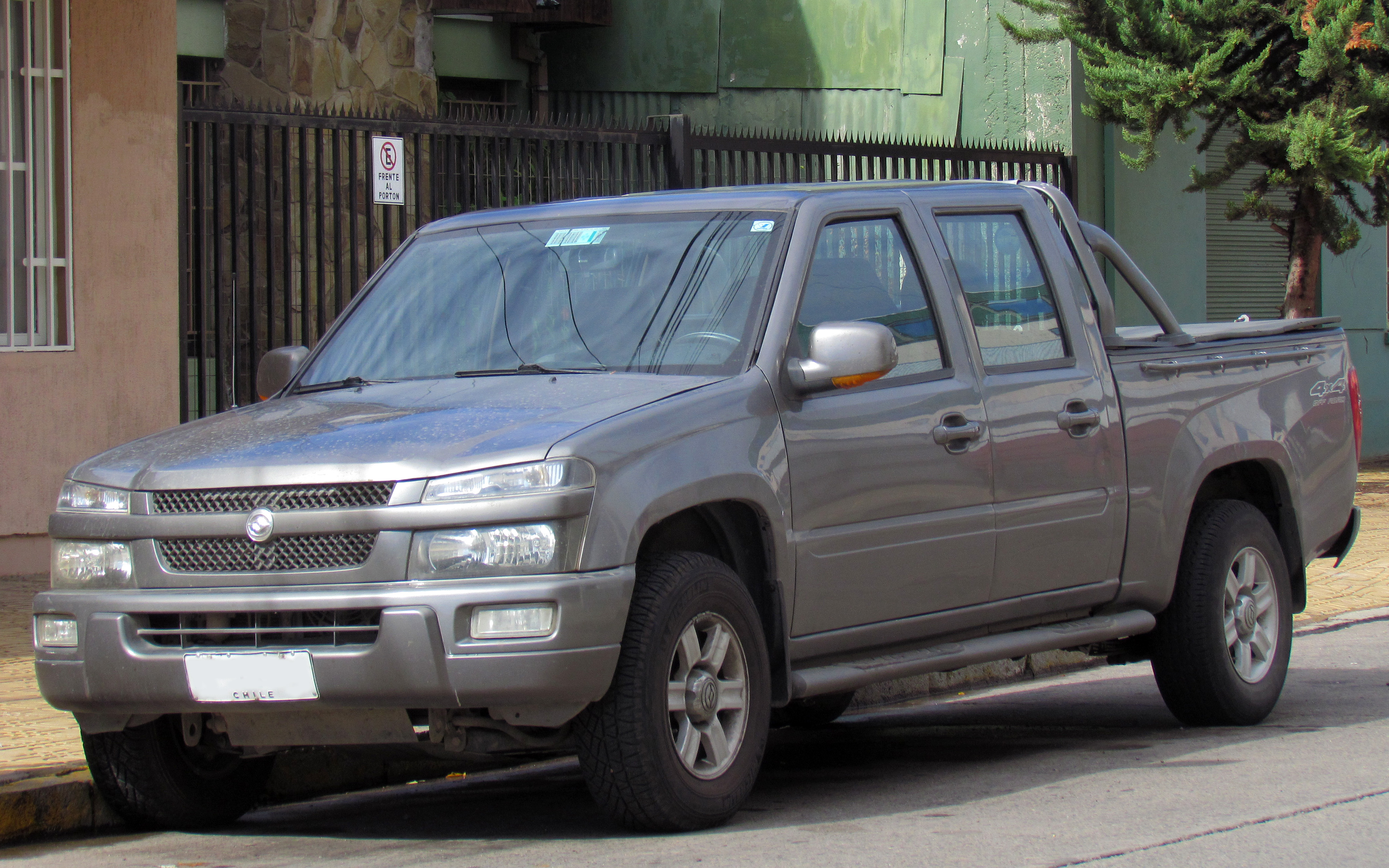
Pyeonghwa Premio MAX
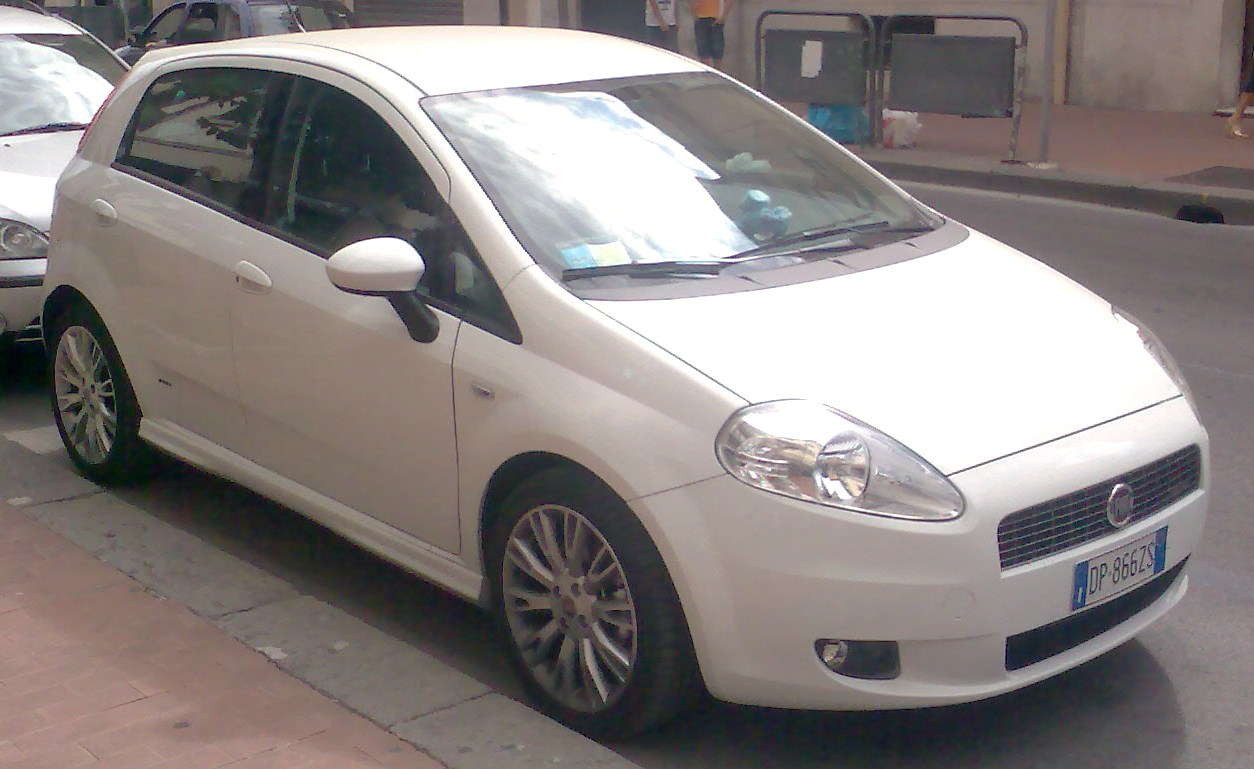
Fiat Grande Punto
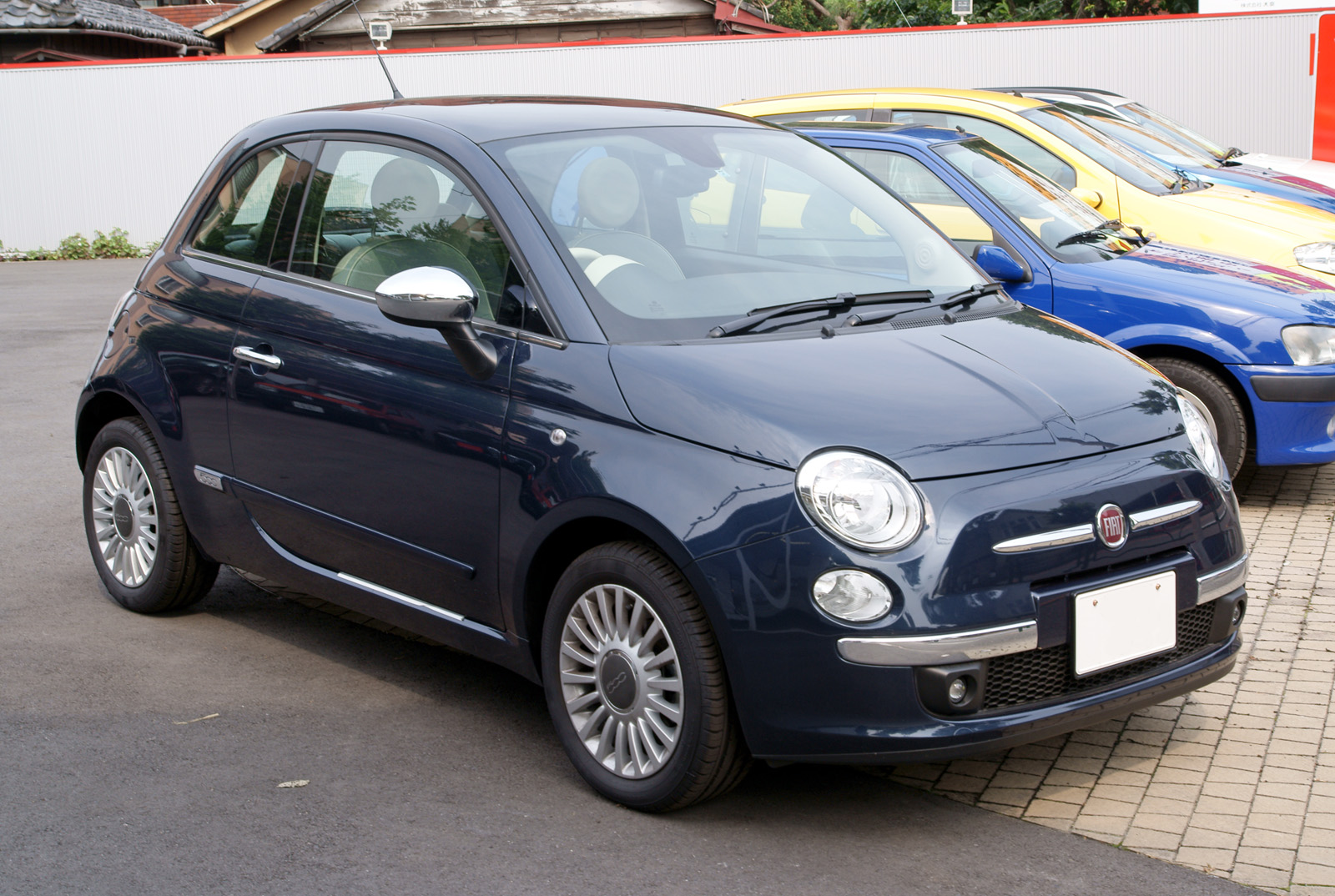
Fiat 500
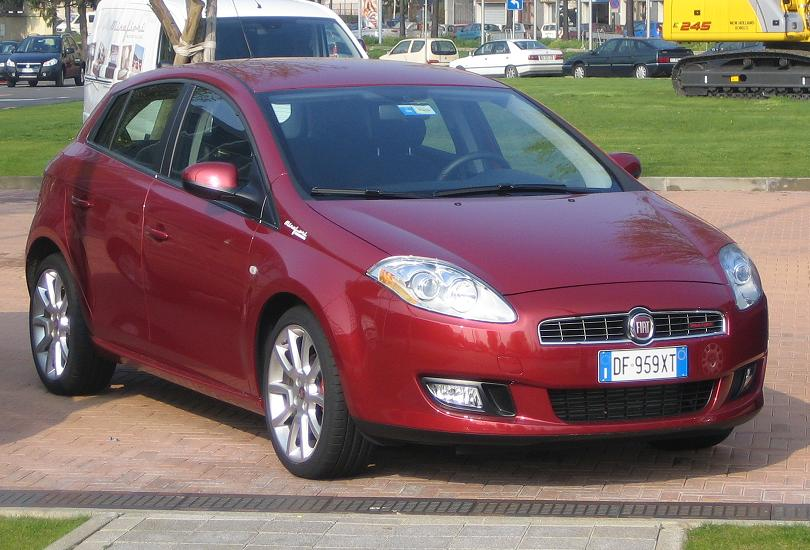
Fiat Bravo
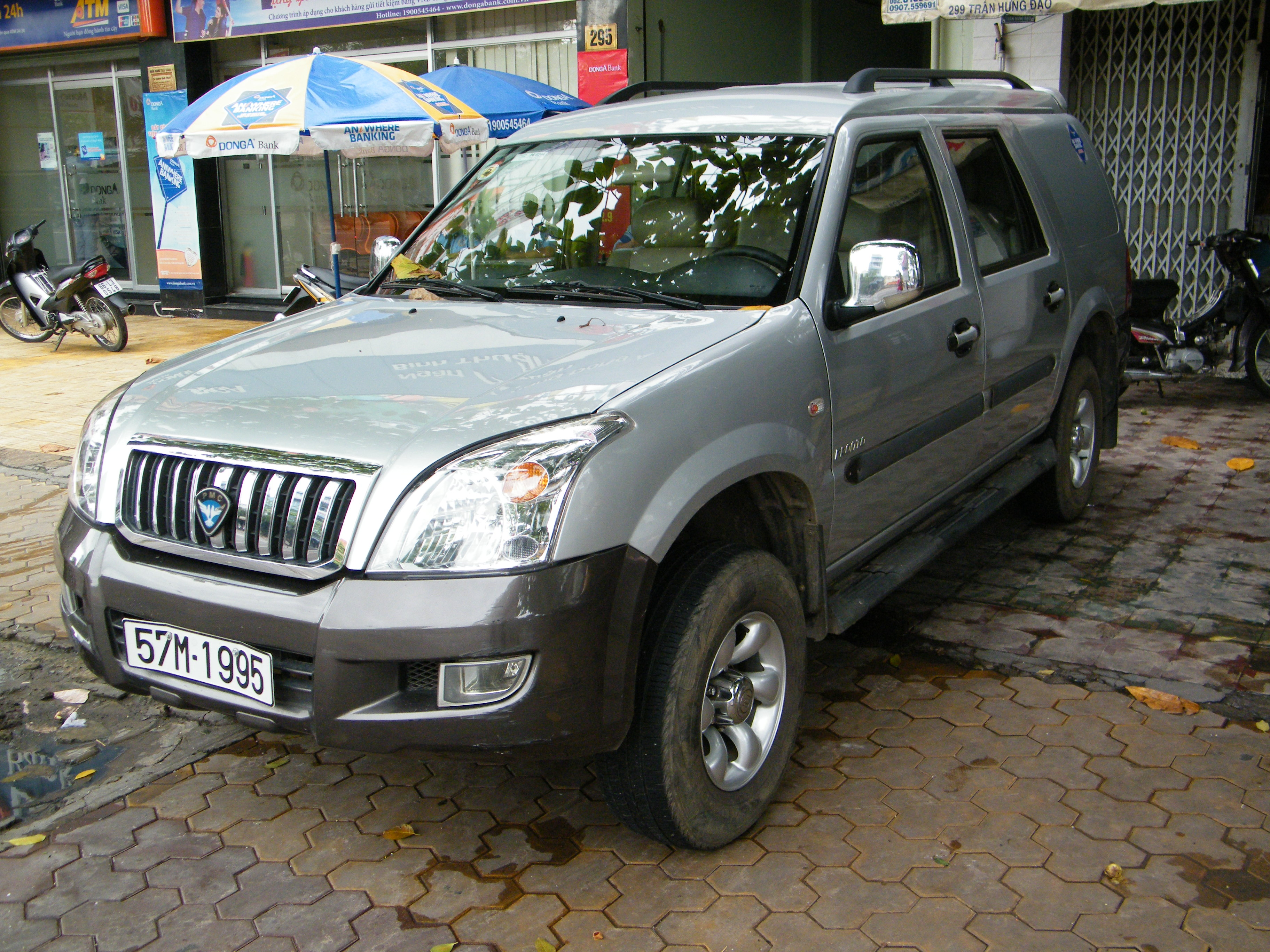
Pyeonghwa Pronto GS
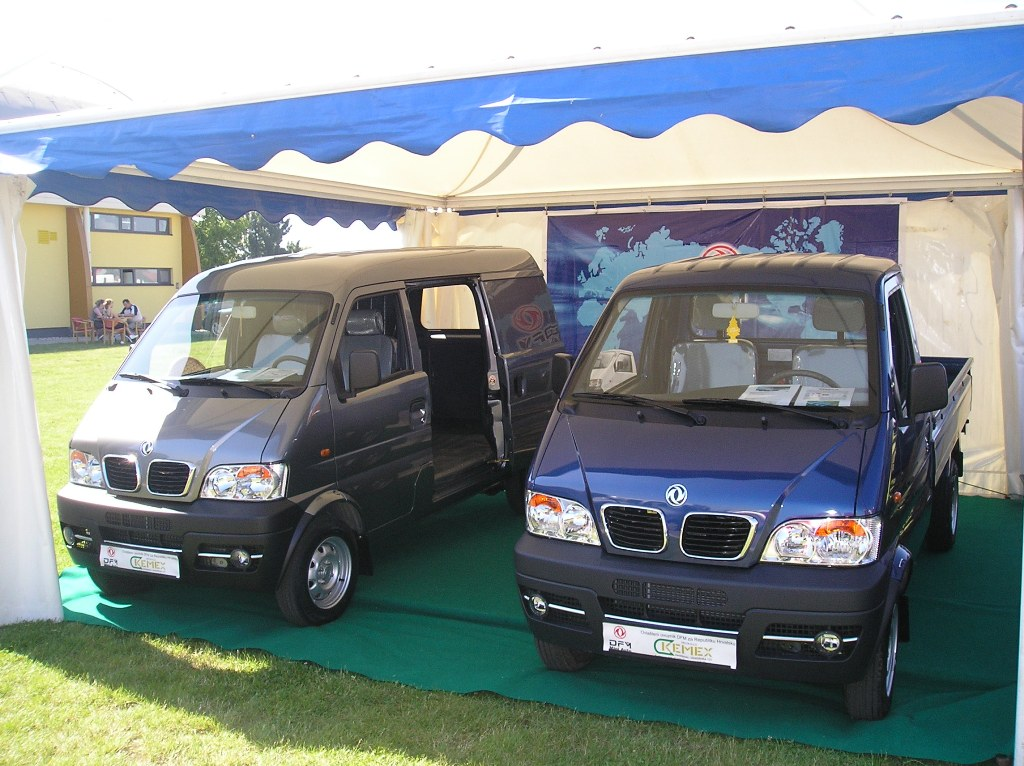
Pyeonghwa Paso 990